# Julie Franková
Julie Franková (* 4. Oktober 2000 in Pilsen) ist eine tschechische Handballspielerin.

## Karriere
Julie Franková spielt in Tschechien für DHC Slavia Prag. Mit Prag konnte sie 2023 die tschechische Meisterschaft gewinnen.
Ihr Debüt für die tschechische Nationalmannschaft gab sie im November 2019 gegen die Schweiz. Anfang Dezember 2021 stand sie im Kader für die Weltmeisterschaft 2021, wo sie mit Tschechien den 19. Platz belegte. Im Turnier erzielte sie 2 Tore in 6 Spielen. Bei der Weltmeisterschaft 2023 belegte sie mit Tschechien den 8. Platz.